# Медицинская реабилитация

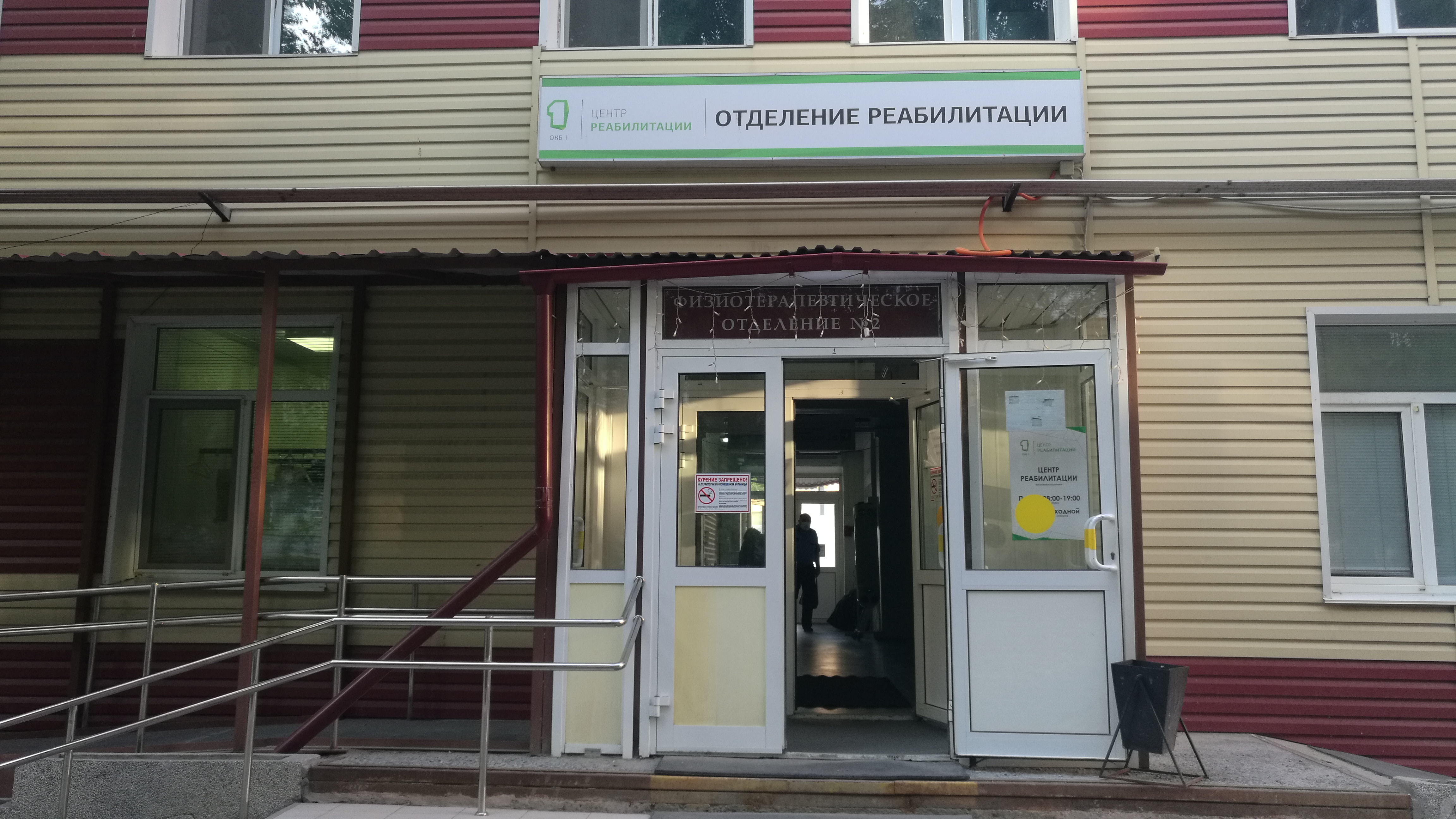
Отделение реабилитации областной больницы № 1. г. Тюмень, 2021

Медицинская реабилитация (от лат. rehabilitatio, восстановление) — комплекс медицинских, педагогических, психологических и иных видов мероприятий, направленных на максимально возможное восстановление или компенсацию нарушенных или полностью утраченных, в результате болезни или травмы, нормальных психических и физиологических функций (потребностей) человеческого организма, его трудоспособности. Примеры потребностей: быть здоровым, двигательная активность, свобода передвижения, самостоятельность действий, общение с людьми, получение необходимой информации, самореализация через трудовую и иные виды деятельности.
В отличие от лечения, реабилитация проводится во время отсутствия острой фазы патологического процесса в организме.
Медицинская реабилитация тесно связана с другими видами реабилитации — физической, психологической, трудовой, социальной, экономической.

## Общие сведения
Проводится при некоторых заболеваниях внутренних органов, врождённых и приобретённых заболеваниях опорно-двигательного аппарата, последствиях тяжёлых травм, психических болезнях и т. д. Имеет особое значение реабилитация у детей с умственной отсталостью, с дефектами слуха, речи, зрения и др.
Реабилитация — это система лечебно-педагогических мероприятий, направленных на предупреждение и лечение патологических состояний, которые могут привести к временной или стойкой утрате трудоспособности. Реабилитация имеет целью по возможности быстро восстановить способность жить и трудиться в обычной среде.
О реабилитации следует говорить в тех случаях, когда больной уже имел опыт общественной жизни и общественно полезной деятельности.
Эффективность восстановления нарушенных функций обуславливается своевременным началом реабилитационных мероприятий.
Реабилитация предусматривает лечебно-педагогическую коррекцию двигательной, психической и речевой сферы в отношении детей старшего возраста и взрослых.
Есть ряд патологических факторов, которые инвалидизируют больного и ставят вопрос о необходимости проведения абилитации или реабилитации. Среди таких факторов — различные внутриутробные поражения нервной системы, родовые черепно-мозговые травмы.
У детей более старшего возраста к инвалидизирующим поражениям нервной системы могут приводить травмы головного и спинного мозга, инфекционно-воспалительные заболевания (последствия перенесённых энцефалитов, арахноидитов, менингитов, полиомиелита), дегенеративные заболевания нервной и нервно-мышечной систем. У взрослых наиболее частой причиной инвалидизирующих состояний являются сосудистые заболевания с нарушением мозгового кровообращения.
На всех этапах применяется комплексное лечение, предусматривающее восстановление нарушенных функций с помощью лечебной физкультуры, массажа, физиотерапевтических, ортопедических процедур, медикаментозных средств. В Западной Европе, и в частности в Германии, важным элементом комплексного подхода к реабилитации является применение аппаратных средств, которые облегчают работу и расширяют возможности специалистов в области лечебной физкультуры и физиотерапии, что позволяет улучшить итоговый результат реабилитации. Это аппараты, разработанные для тренировки хождения или восстановления функции руки и кисти. Важное значение имеет проведение активной коррекционно-воспитательной работы и оказание необходимой логопедической помощи, оказываемой специалистом логопедом (под контролем и при участии врача) в учреждениях здравоохранения и просвещения лицам (главным образом детям), имеющим расстройства речи, с целью исправления последних . Число адаптированных к трудовой деятельности лиц может возрасти за счёт правильно осуществляемых реабилитационных мероприятий. Необходима эффективная организация всего комплекса лечебно-педагогических и социальных (в широком смысле) мер. Важно обеспечить преемственность этапов восстановительных мероприятий. Лечение должно быть своевременным и длительным. Детальное неврологическое, психолого-педагогическое и логопедическое обследование детей с тяжёлыми поражениями нервной системы, настойчивая и кропотливая работа специалистов по реабилитации, направленная на восстановление нарушенных функций, нейромоторное перевоспитание позволяют произвести частичную или полную адаптацию инвалидов как детей, так и взрослых в обществе.

## Проблема терминологии
В здравоохранении термин «реабилитация» используется как сугубо медицинская задача, либо как комплекс медицинских, психотерапевтических и социальных задач.

##### Философский аспект
[нейтральность?]
Понимание сущности реабилитации непосредственно связано с формулировкой понятий «здоровье» и «болезнь». Требуется чёткое определение первичного признака нездоровья, чтобы начать восстановление здоровья. Разный взгляд на такие фундаментальные понятия медицины приводит к возникновению противоречий и появлению терминов «медицинская реабилитация», «комплексная реабилитация», «восстановительное лечение», «восстановительная медицина».
На эту проблему указывает академик РАМН профессор В. М. Боголюбов в своей статье «Медицинская реабилитация или восстановительная медицина?», опубликованной в журнале «Физиотерапия, бальнеология и реабилитация» № 1, 2006 г.
«В последние 7-8 лет в Российской Федерации сложилась критическая ситуация с рядом медицинских специальностей, в первую очередь касающихся медицинской реабилитации, курортологии, физиотерапии, лечебной физкультуры, мануальной терапии, рефлексотерапии, восстановительной медицины»
Ещё более категоричное замечание делает заслуженный врач РФ, профессор Н. Ф. Давыдкин в статье «Медицинская реабилитация, восстановительная медицина — это что?»
«Практика показывает, что новые понятия без их чёткого определения вводят для того, чтобы вызвать путаницу в мыслях, а затем воспользоваться этим для достижения определённых целей. Причём цели эти могут долго оставаться завуалированными или даже скрытыми. Мы назвали такие действия: „терминологический терроризм“.»
Поскольку само слово «реабилитация» означает «восстановление способности», то правомерным термином для обозначения восстановления здоровья может быть «валеореабилитация». В таком виде этот термин точно указывает на область использования и связь именно со здоровьем, а не с медициной вообще или другой областью применения термина «реабилитация». Кроме того, термин «валеореабилитация» может быть полноценной заменой термину «здоровьевосстановление», который в последнее время стал часто употребляться в виде термина «здоровьевосстанавливающие технологии». Вместе с термином «здоровьевосстанавливающие технологии» нередко используется термин «здоровьесохраняющие технологии». По аналогии этот не совсем удобный термин можно было бы заменить на термин «валеопротекция». Введение терминов «валеореабилитация» и «валеопротекция» требует определенной дискуссии в медицинских, социальных и психологических кругах. При этом следует учесть, что благозвучность терминов оказывает позитивное воздействие на аудиторию при уместном их применении.

##### Правовой аспект
[нейтральность?]
Доктор медицинских наук Н. Ф. Давыдкин считает, что значение терминологии будет возрастать в связи с усложнением экономических и юридических отношений.
В этом контексте он продолжает цепь суждений о совершенствовании и уточнении терминологической базы в медицине. На примере терминов «реабилитация» и «медицинская реабилитация», Давыдкин объясняет, что эти термины входят в программы обязательного медицинского страхования, по которым врач должен проводить лечебные и реабилитационные мероприятия, а значит несёт юридическую ответственность.
Практикующие врачи требуют чётко определить какие их мероприятия следует трактовать как «Медицинская помощь», «Лечение», «Медицинская реабилитация» «Реабилитация» или «Восстановительное лечение», так как от этого зависит источник финансирования оказываемой ими медицинской услуги.
В другом заочном полемическом споре с доктором Семёновым Давыдкин замечает:
Внедрение понятия «медицинская реабилитация» без чёткого определения его во взаимодействии с термином «лечение» выводит её за рамки 41 статьи Конституции РФ. Поэтому дискуссия по терминам «лечение» и «медицинская реабилитация» является не «схоластическим спором», а жизненно важным вопросом для больного: «Кто оплатит лечение?»
Следует сделать и чёткое разграничение между терминами «медицинская реабилитация» и «валеореабилитация»:
1) медицинская реабилитация — применяется в отношении больных, проходящих лечение в медицинских учреждениях, входящих в систему медицинского страхования;
2) валеореабилитация — в отношении лиц, восстанавливающих здоровье безлекарственными методами в оздоровительных, профилактических, реабилитационно-адаптационных учреждениях (или у специалистов, имеющих соответствующую профессиональную подготовку), не входящих в систему медицинского страхования.

#### Индивидуальная программа реабилитации
При проведении медико-социальной экспертизы разрабатывается индивидуальная программа реабилитации инвалида или, если речь идёт о несовершеннолетнем, индивидуальная программа реабилитации ребёнка-инвалида.
Статья 11 Федерального закона о инвалидах от 2011 года - Индивидуальная программа реабилитации инвалида — разработанный на основе решения уполномоченного органа, осуществляющего руководство федеральными учреждениями медико-социальной экспертизы, комплекс оптимальных для инвалида реабилитационных мероприятий, включающий в себя отдельные виды, формы, объёмы, сроки и порядок реализации медицинских, профессиональных и других реабилитационных мер, направленных на восстановление, компенсацию нарушенных или утраченных функций организма, восстановление, компенсацию способностей инвалида к выполнению определенных видов деятельности.
В ИПР входят:
- Перечень ограничений основных категорий жизнедеятельности — способности к самообслуживанию, способности к передвижению, способности к ориентации, способности к общению, способности к обучению, способности к трудовой деятельности, способности к контролю за своим поведением.
- Перечень мероприятий медицинской реабилитации — Реконструктивная хирургия, Восстановительная терапия, Санаторно- курортное лечение, Протезирование и ортопедия.
- Мероприятия — профессиональной реабилитации — Профессиональная ориентация, Профессиональное обучение и переобучение, Содействие в трудоустройстве, Профессиональная адаптация.
- Рекомендации о противопоказанных и доступных условиях труда.
- Мероприятия социальной реабилитации — социально-средовая реабилитация, социально- психологическая реабилитация, социально-педагогическая реабилитация, Социокультурная реабилитация, Социально-бытовая реабилитация, Физкультурно-оздоровительные мероприятия и спорт .
- Технические средства по реабилитации и услуги по реабилитации.
- Заключение о выполнении ИПР — Оценка результатов медицинской реабилитации, оценка результатов профессиональной реабилитации, Оценка результатов социальной реабилитация, оценка ограничений основных категорий жизнедеятельности, Особые отметки о реализации ИПР.

Также существует ИПР ребёнка -инвалида в который входят также мероприятия психолого- педагогической реабилитации (Получение дошкольного образования, Получения общего образования, коррекционный класс), условия получения общего образования, режим занятий. Получение профессионального образования — тип образовательного учреждения, форма получения образования.

##### Последствия множественности толкований
В результате различного толкования терминов в законодательстве РФ возникли парадоксальные явления, когда понятия, используемые в законодательстве, не поддаются однозначному прочтению[кто?][когда?].
Например:
Приказ ФМБА России от 20.02.2009 г. № 101 «О порядке санаторно-курортного и реабилитационно-восстановительного лечения в учреждениях санаторно-курортного профиля, подведомственных Федеральному медико-биологическому агентству»
или
Приказ Департамента здравоохранения г. Москвы от 06.08.2010 г. № 1235 «Об организации отделения восстановительного лечения и реабилитации в структуре Научно-исследовательского института неотложной детской хирургии и травматологии департамента здравоохранения города Москвы»
Разнообразие терминологии приводит к непониманию предмета, а следовательно, возрастает возможность ошибочных действий.

##### Законодательная база Российской Федерации, направленная на решение проблемы
- "Положение об организации деятельности врача восстановительной медицины" (Приказ Минздрава РФ от 1 июля 2003 года № 297 ("О враче восстановительной медицины") [8].
- Федеральный закон от 23 октября 2003 года № 132-ФЗ "О внесении изменений  и дополнений в некоторые законодательные акты Российской Федерации по вопросам реабилитации инвалидов" [9].
- "Федеральный перечень реабилитационных мероприятий, технических средств и услуг, предоставляемых инвалиду", утвержденный распоряжением Правительства Российской Федерации от 30 декабря 2005 г. № 2347-р [10]
- и другие документы.

В "Положении об организации деятельности врача восстановительной медицины" определяются его основные задачи:
4. Врач восстановительной медицины — на основе имеющихся методических рекомендаций и пособий для врачей разрабатывает индивидуальные программы оздоровления и реабилитации, предусматривающие комплексное применение преимущественно немедикаментозных методов, направленных на повышение функциональных резервов здоровья человека, восстановление его оптимальной работоспособности, а при наличии выявленных заболеваний — на скорейшее выздоровление, предупреждение рецидивов заболевания и восстановление трудоспособности пациентов;
В Федеральном Законе даётся толкование понятия реабилитации:
Реабилитация инвалидов — система и процесс полного или частичного восстановления способностей инвалидов к бытовой, общественной и профессиональной деятельности. Реабилитация инвалидов направлена на устранение или возможно более полную компенсацию ограничений жизнедеятельности, вызванных нарушением здоровья со стойким расстройством функций организма, в целях социальной адаптации инвалидов, достижения ими материальной независимости и их интеграции в общество.
Таким образом, реабилитация представляется как системный процесс в определённой ветви медицины — восстановительной медицине.